# Карась (аеропорт)
46°01′ пн. ш. 73°29′ зх. д. / 46.017° пн. ш. 73.483° зх. д.
Аеропо́рт «Кара́сь» — колишнє летовище 11-го Державного науково-дослідного та випробувального полігону Міністерства Оборони СРСР. Розташоване в Мугалжарськом районі Актюбінської області Казахстану за 2 км на південь від міста Жем (колишнє військове містечко Емба-5).

## Опис
Летовище «Карась» 1 класу було здатне приймати більшість типів повітряних суден[джерело?].
Летовище побудоване в середині 1960-х, тут базувався змішаний авіаційний полк[джерело?]. Після розформування полігону (особовий склад — російські військовослужбовці — передислоковані на територію Російської Федерації) у 1999[джерело?], летовище було покинуте і практично не експлуатувалося. Злітно-посадкова смуга пошкоджена паводковими водами. Пошкодження роблять неможливою подальшу експлуатацію аеродрому.
Колишнє військове містечко, полігон і аеродром стали популярними місцями серед техносталкерів — любителів досліджень закинутих військових об'єктів.